# آنا چیکی
آنا چیکی (مجاری: Csiki Anna؛ زادهٔ ۱۴ نوامبر ۱۹۹۹) بازیکن فوتبال اهل مجارستان است.
وی همچنین در تیم ملی فوتبال زنان مجارستان بازی کرده‌است.